# Lysmatidae
Los lismátidos (Lysmatidae) son una familia de camarones omnívoros de la superfamilia Alpheoidea coloquialmente conocidos como camarones limpiadores. Otros la consideran familia Hippolytidae.

## Características
Son pequeños camarones de 3 a 5 cm de longitud que habitan usualmente entre las piedras costeras, en grietas o agujeros. Su cometido es mantener limpio su arrecife y eliminar la suciedad del ambiente submarino.

## Taxonomía
La familia fue clasificada en 1983 por Bruce, primera persona en descubrir el camarón limpiador Lysmata debelius.

## Géneros
- Exhippolysmata Stebbing, 1915[1]
- Ligur Sarato, 1885[2]
- Lysmata Risso, 1816[3]
- Lysmatella Borradaile, 1915[4]
- Mimocaris Nobili, 1903[5]